# Ayuntamiento de Los Ángeles
Los Ángeles City Hall  es el centro de gobierno de la ciudad de Los Ángeles, California, y alberga la oficina del alcalde, las cámaras de reuniones y las oficinas del Consejo de la Ciudad de Los Ángeles. Se encuentra en el distrito del Centro de Los Ángeles, en la manzana delimitada por las calles Main, Temple, First, y Spring frente a Grand Park.

## Historia
El edificio fue diseñado por John Parkinson, John C. Austin y Albert C. Martin, y se terminó en 1928. Cuenta con 32 plantas y se eleva a 138 metros (454 pies) de altura. La configuración distintiva de la torre se basó en la supuesta forma del Mausoleo de Mausolo, y muestra la influencia de la Biblioteca Pública de Los Ángeles, otro edificio similar en Los Ángeles.
Debido en parte a preocupaciones sísmicas, antes de finales del decenio de 1950, la ciudad de Los Ángeles no permitía que ningún edificio, a no ser que fuera una torre puramente decorativa, tuviera más de 46 metros (150 pies) de altura. Por lo tanto, desde su construcción en 1928 hasta 1964, el Ayuntamiento fue el edificio más alto de Los Ángeles, y compartía el horizonte con solo unas pocas estructuras que tenían torres decorativas, como la Richfield Tower y la Eastern Columbia Building. El Ayuntamiento dispone de un mirador de observación, de acceso gratis para el público.
El edificio fue elegido como Monumento Histórico-cultural de Los Ángeles en 1976.

## Galería de imágenes

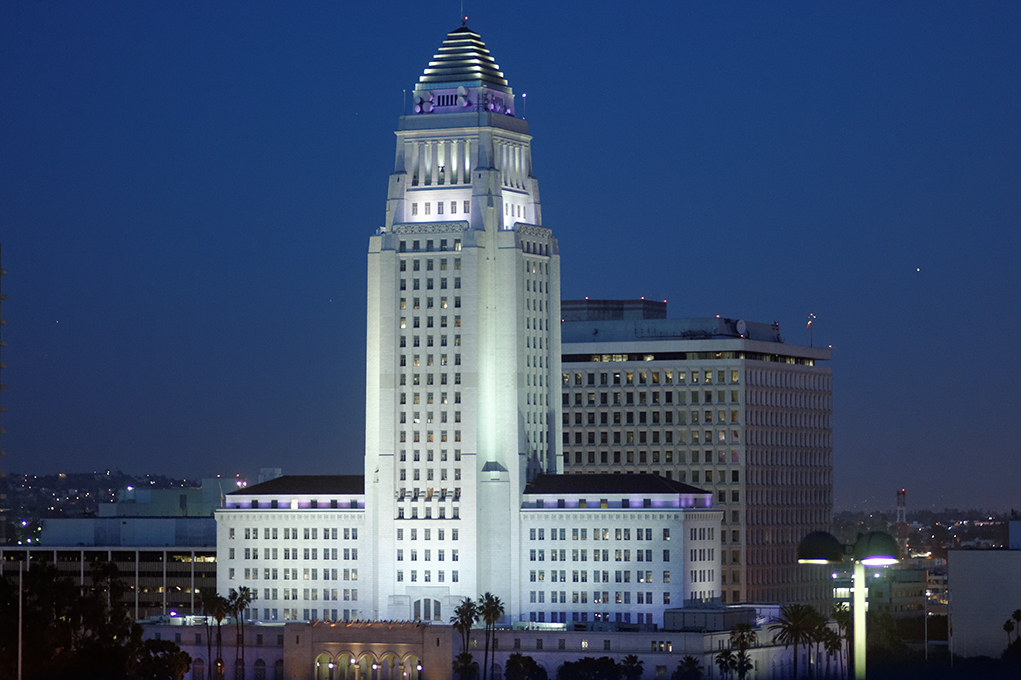
Los Angeles City Hall al atardecer del 22 de junio de 2013.
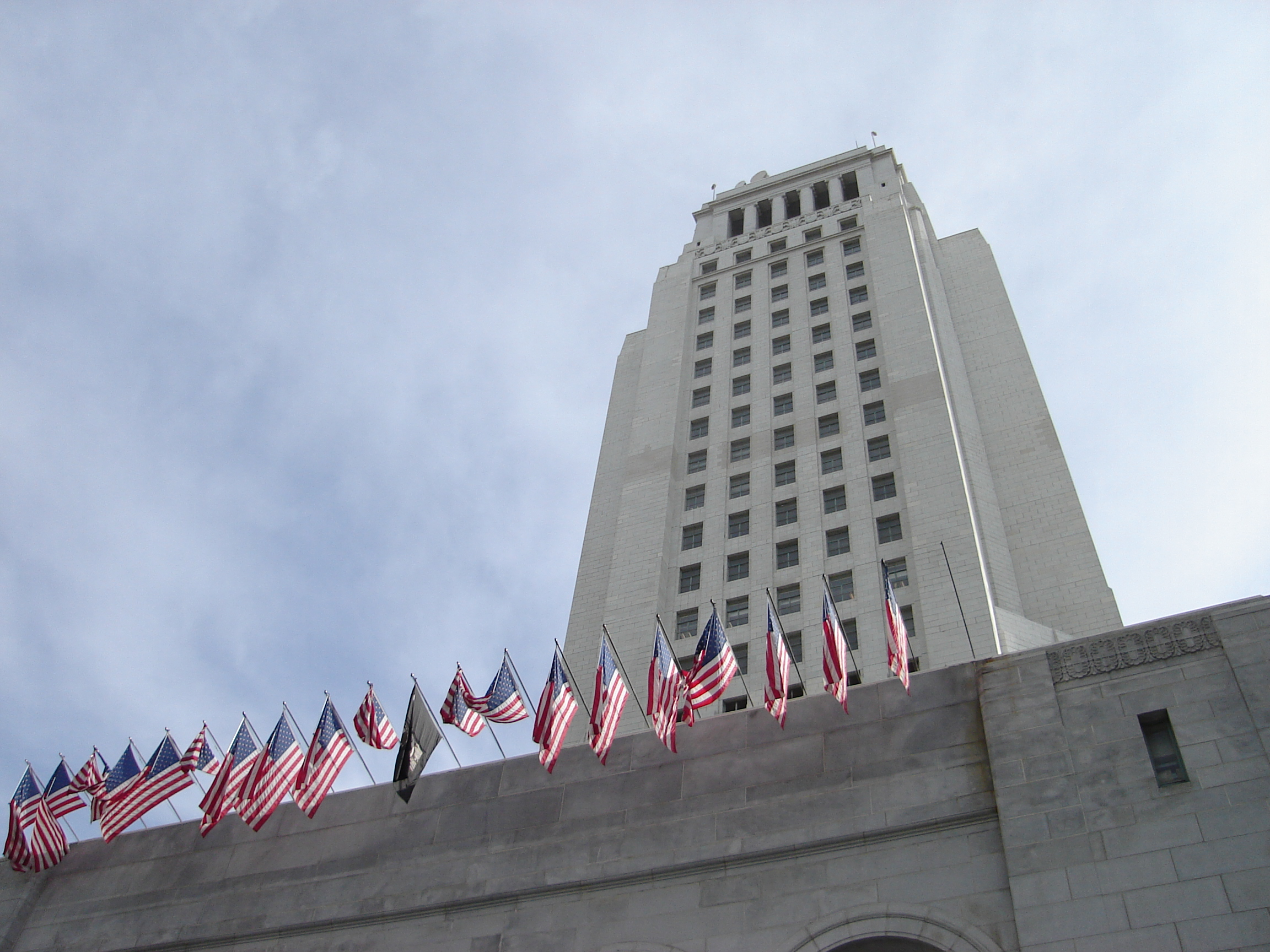
El edificio visto desde la planta baja.
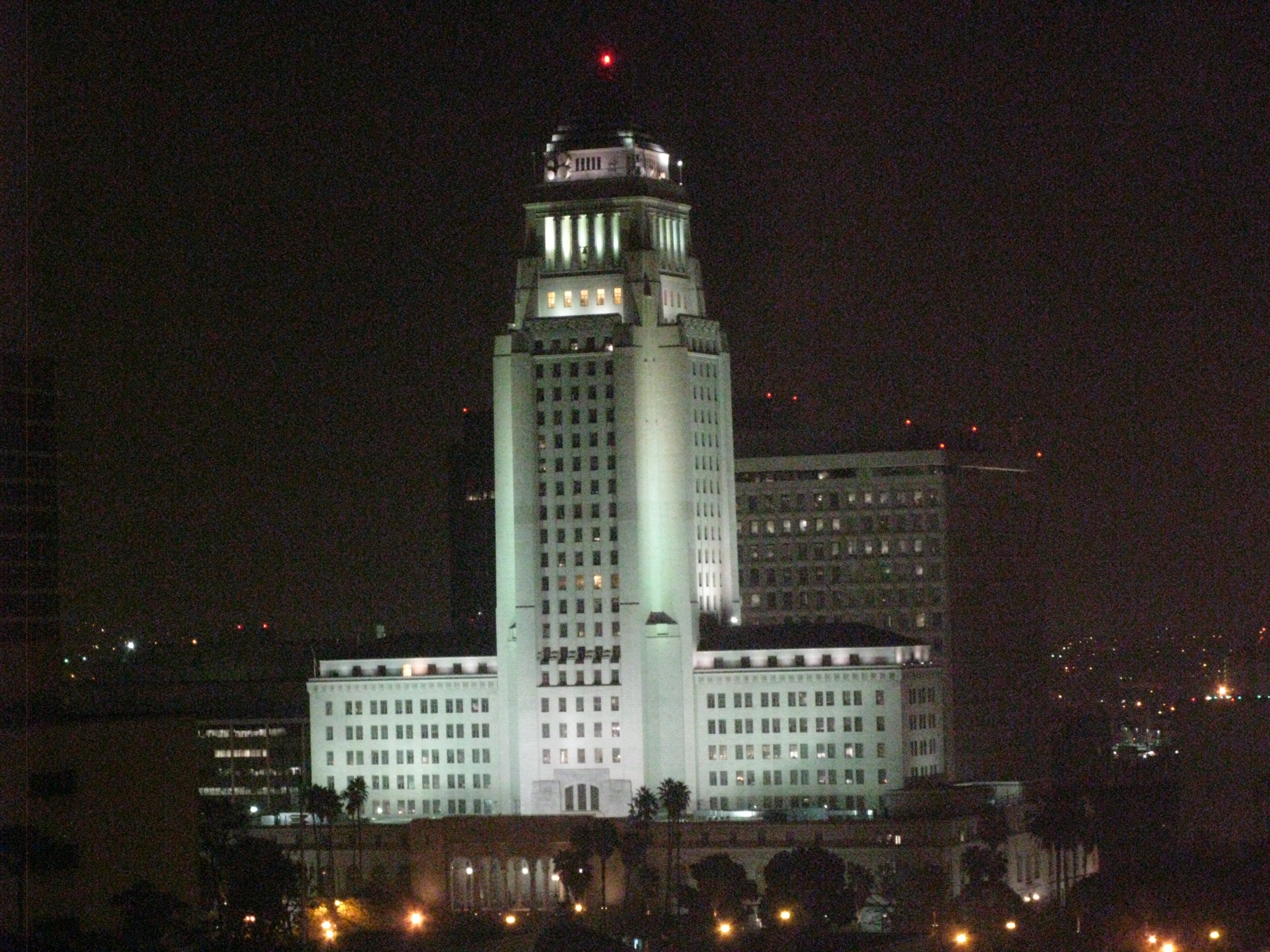
El Ayuntamiento de noche desde el Walt Disney Concert Hall.
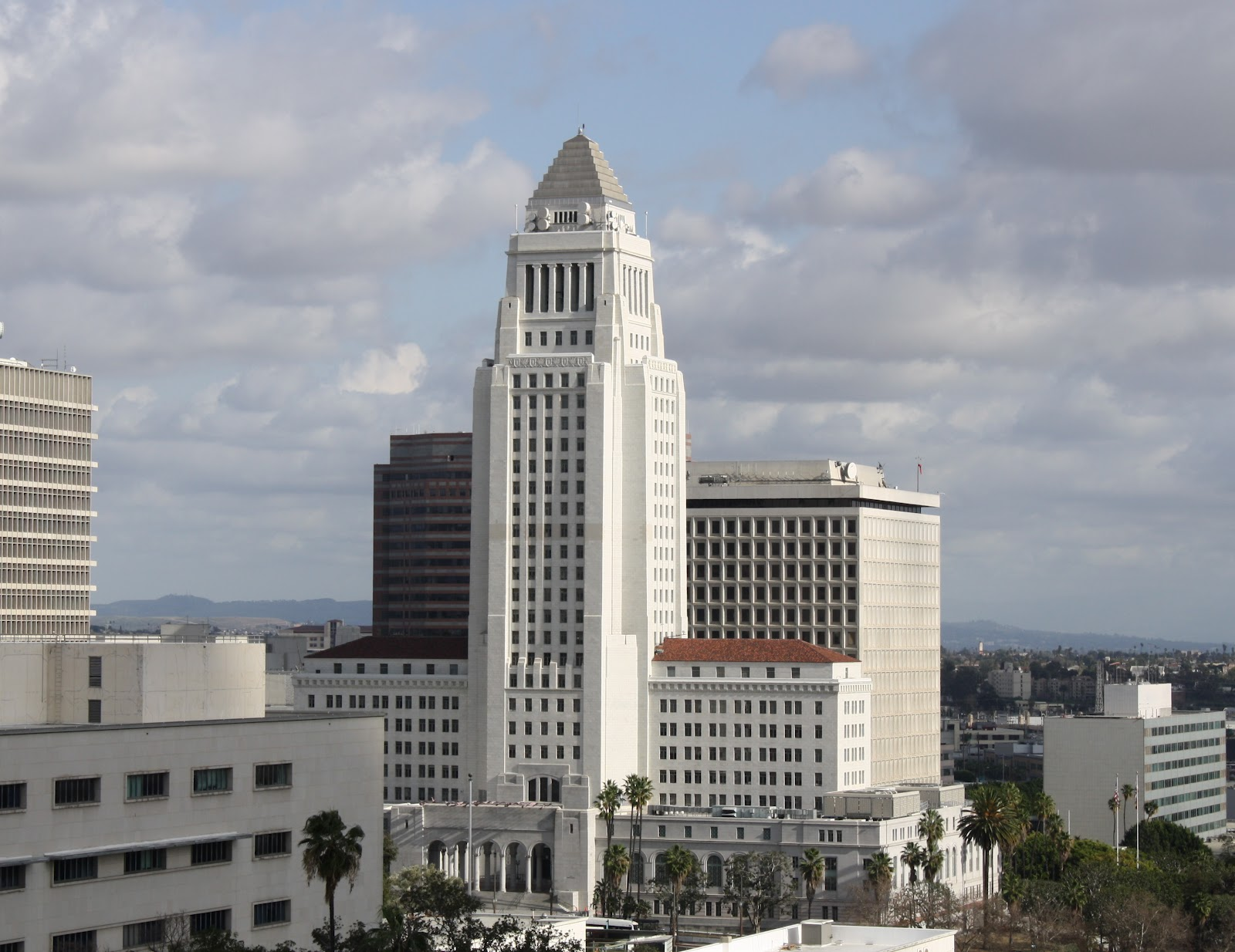
Durante el día desde el Walt Disney Concert Hall.
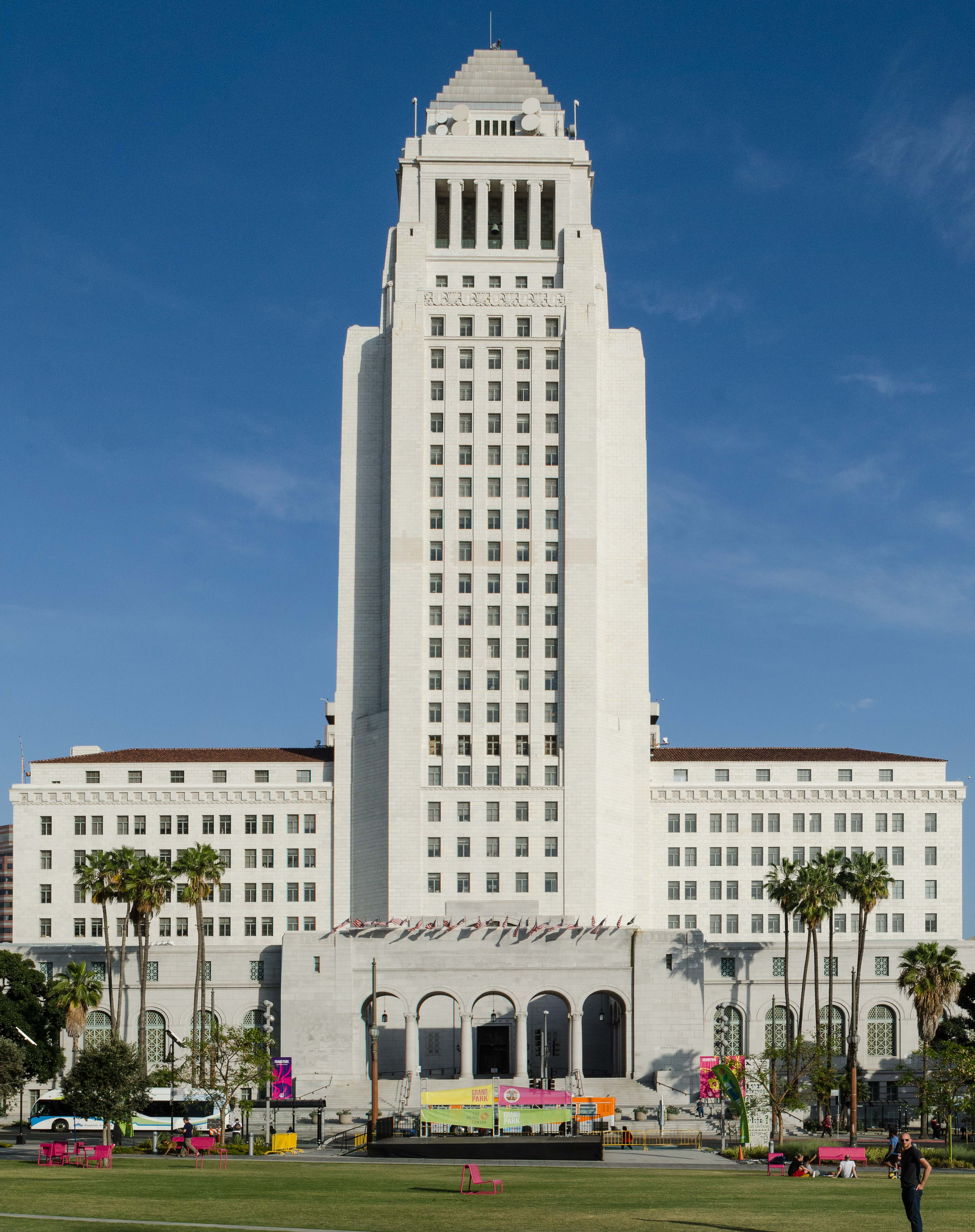
Fachada principal, Desde Grand Park.